# جبا الحود (مناخة)

تعديل مصدري - تعديل

جبا الحود هي إحدى قرى عزلة بني برة بمديرية مناخة التابعة لمحافظة صنعاء، بلغ تعداد سكانها 23 نسمة حسب تعداد اليمن لعام 2004.